# Отбой (фильм, 2000)
«Отбой» (англ. Hanging up) — американский фильм Дайан Китон по одноимённому роману Делии Эфрон о сложных отношениях трёх сестёр между собой, их отношениях к отцу и воспоминаниях о детстве.

## Сюжет
История о трёх сёстрах, каждая из которых живёт своей жизнью. Джорджия — главный редактор успешного женского журнала, Мэдди — начинающая актриса, а у Иви своё агентство, она единственная из трёх сестёр замужем и у неё есть сын. Однажды их отец попадает в больницу, но никто не верит, что с ним может быть что-то серьёзное. Лишь Иви выкраивает время, чтобы заботиться об отце и быть рядом. Она вспоминает своё детство, молодого папу и красивую маму, которые часто ссорились, думает о том, почему мама их бросила. Иви даже решается поехать к матери по просьбе Лу (отца), хотя она не видела её много лет. Потом отец внезапно исчезает из больницы, и Иви находит его в доме, где раньше они жили все вместе, хотя его уже давно продали. Все уверяют её, что с ним ничего не случится, но она вздрагивает каждый раз, когда звонит телефон, боясь услышать от врачей страшную весть. И вот Иви просит Джорджию приехать на большое собрание женского общества, где она должна будет прочесть речь в честь юбилея своего журнала. Туда приезжает и Мэдди. Так судьба сводит их всех вместе. Смогут ли три сёстры снова почувствовать себя одной семьёй, смогут ли объединиться?

## В ролях
- Мег Райан — Иви Маркс
- Дайан Китон — Джорджия Моузелл
- Лиза Кудроу — Мэдди Моузэлл
- Уолтер Маттау — Лу Моузелл
- Адам Аркин — Джо Маркс
- Шаун Дюк — доктор Омар Канандар
- Энн Бортолотти — Агнет Канандар
- Клорис Личман — Пэт Моузелл
- Мари Читэм — Энджи
- Манди Крист — доктор Келли
- Либби Хадсон — Либби
- Джесси Джеймс — Джесси Маркс
- Иддай МакКларг — Эстер
- Трейси Эллис Росс — Ким
- Селия Уэстон — Мэдж Тёрнер